# Tisserin gros-bec
Ploceus superciliosus
Espèce
Synonymes
- Pachyphantes superciliosus (Reichenow, 1893)

Statut de conservation UICN

 LC  : Préoccupation mineure
Le Tisserin gros-bec (Ploceus superciliosus) est une espèce d'oiseaux de la famille des Ploceidae, l'unique représentante du genre Pachyphantes.
Cet oiseau vit de manière dissoute à travers l'Afrique équatoriale, ainsi qu'en Ouganda jusqu'à l'ouest de l'Éthiopie.